# Зенит (космический аппарат)
«Зенит» — тип военных советских (российских) разведывательных космических аппаратов, запущенных в период между 1961 и 1994 годами. Для того чтобы скрыть их характер, все спутники запускали под порядковыми названиями «Космос». За 33-летний период было запущено более пяти сотен «Зенитов», что делает его самым многочисленным типом спутников подобного класса в истории космических полётов.

## Описание
Космический аппарат разработан в ОКБ-1 С. П. Королёва (ныне РКК «Энергия») на базе конструкции пилотируемого космического корабля «Восток».
Он состоит из сферической возвращаемой капсулы 2,3 м в диаметре и массой около 2400 кг. Внутри сферической капсулы устанавливалась вся специальная аппаратура (фотографическая, фототелевизионная, радиоразведывательная). Фотоаппараты устанавливались так, что их оптические оси были перпендикулярны продольной оси КА. Съёмка осуществлялась через многостекольные иллюминаторы, прорезанные в крышке одного из двух технологических люков большого диаметра.
Первоначально «Зениты» были оснащены комплексом спецаппаратуры, состоявшим из одного фотоаппарата СА-20 с фокусным расстоянием 1 м, одного фотоаппарата СА-10 с фокусным расстоянием 0,2 м, фототелевизионной аппаратуры «Байкал» и аппаратуры «Куст-12М» для радиоразведки. Однако после четырёх успешных испытательных полётов (КА «Космос-4», «Космос-7», «Космос-9» и «Космос-15») разработчикам стало ясно, что фототелевизионная аппаратура не подтверждает ожидавшихся характеристик, и на последующих изделиях устанавливался комплект спецаппаратуры «Фтор-2Р» в составе трёх аппаратов СА-20 и одного СА-10, а также спецаппаратура «Куст-12М».
На орбите эта капсула была подключена к служебному модулю, содержащему батареи, электронное оборудование, системы ориентации, топливные баки и ракетные двигатели. Система управления корабля «Восток» обеспечивала его ориентацию только перед спуском. Для фотосъёмки требовалась постоянная трёхосная ориентация аппарата с довольно высокой точностью. Управление «Зенитом» осуществлялось не только по разовым командам, выдаваемым с наземных пунктов в зоне видимости, но и по суточной программе работы, закладываемой на борт с помощью командно-программной радиолинии с достаточно высокой пропускной способностью. Общая длина КА на орбите составляет около 5 м и общая масса от 4600 кг и 6300 кг.

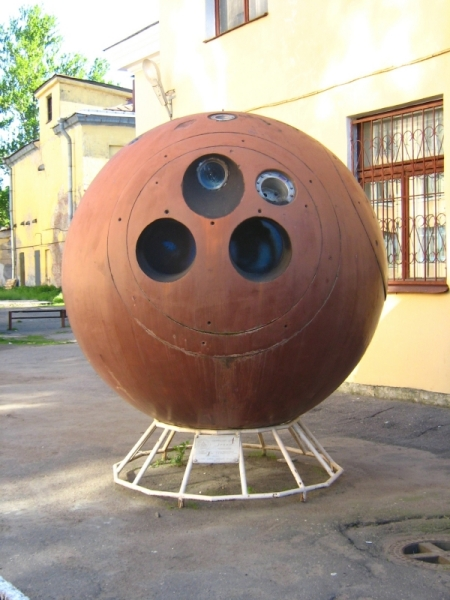
Спускаемый аппарат КА «Зенит-2»

Для обеспечения секретности спецаппаратуры и информации была установлена система аварийного подрыва объекта АПО-2. В отличие от использовавшихся ранее средств подрыва она должна была обладать более сложной логикой, позволявшей определить, садится аппарат на своей или на чужой территории.
В отличие от американских спутников программы Corona, возвращение капсулы происходило вместе с фотоматериалами и спецаппаратурой, которая находилась в герметичной капсуле. Это упростило конструкцию и инженерные системы, но значительно увеличило вес спутника. Но большое преимущество данной системы состояло в том, что спецаппаратуру можно было использовать повторно.
Большинство Зенитов выводилось в слегка эллиптическую орбиту с перигеем около 200 км и апогеем между 250 км и 350 км; срок активного существования обычно продолжался от 8 до 15 дней.

## История
В 1956 году советское правительство издало секретный указ о разработке программы «Объект Д», которая привела к программе запуска «Спутника-3» («Спутник-1» (ПС-1) представляет собой сильно упрощённый побочный вариант программы «Объект Д»). Текст указа до сих пор представляет собой государственную тайну, но, видимо, она привела к созданию другого спутника — «Объект ОД-1», который должен был использоваться для фоторазведки из космоса.
К 1958 году ОКБ-1 одновременно работало над дизайном объектов ОД-1 и ОД-2, который привёл к созданию первого пилотируемого корабля «Восток». К апрелю 1960 года был разработан эскизный проект корабля-спутника «Восток-1», представленного как экспериментальный аппарат, предназначенный для отработки конструкции и создания на его основе спутника-разведчика «Восток-2» и пилотируемого космического корабля «Восток-3». Порядок создания и сроки запуска кораблей-спутников были определены постановлением ЦК КПСС № 587—238 «О плане освоения космического пространства» от 4 июня 1960 года. Так как все корабли данного типа имели название «Восток», то после того как в 1961 году это имя стало известно как имя космического корабля Юрия Гагарина, разведывательный спутник «Восток-2» был переименован в «Зенит-2», а сама серия космических аппаратов данного типа получила название «Зенит».
Первый запуск «Зенита» состоялся 11 декабря 1961 года, но из-за ошибки в третьей ступени ракеты, корабль был уничтожен путём подрыва. Вторая попытка 26 апреля 1962 прошла удачно, и аппарат получил обозначение «Космос-4». Однако сбой в системе ориентации не дал получить от спутника первых результатов. Третий «Зенит» («Космос-7») был запущен 28 июля 1962 года и успешно возвратился с фотографиями одиннадцать дней спустя. В рамках ЛКИ было проведено 13 запусков КА «Зенит-2», 3 из которых закончились аварией ракеты-носителя. Всего в рамках ЛКИ и штатной эксплуатации пуск КА «Зенит-2» проводился 81 раз (7 пусков закончились аварией ракеты-носителя на активном участке). В 1964 году Приказом МО СССР был принят на вооружение Советской Армии. Серийное производство было организовано в ЦСКБ-Прогресс в Куйбышеве. С 1968 года начался постепенный переход на модернизированные КА «Зенит-2М», а количество запусков «Зенита-2» стало сокращаться.
Всего было разработано 8 модификаций аппаратов данного типа, и разведывательные полёты продолжались вплоть до 1994 года.

## Ракеты-носители
Первые два «Зенита» были запущены РН 8К72К, которая выводила на орбиту все пилотируемые корабли «Восток». Последующие КА в 1962—1967 гг. запускались РН 8А92. С 1967 года для запусков КА «Зенит-2» используется РН 11А57. Первые полёты осуществлялись с космодрома Байконур, последующие запуски также проводились и с космодрома Плесецк.

## Модификации

### Зенит-2 (Восток-2) 11Ф61, 11Ф62
«Зенит-2» был первой версией космических аппаратов типа «Зенит».
Первоначально фотокомплект («Фтор-2») состоял из трёх фотоаппаратов (один — для топографической съёмки, с объективом «Орион» с фокусным расстоянием 200 мм на кадре 180×180 мм и два — для крупномасштабной съёмки, с объективами «Ленинград-9» с фокусным расстоянием 1000 мм на кадр 300×300 мм) обеспечивал суммарный захват на местности 150 км при высоте полёта 250 км. У топографического аппарата захват с той же высоты составлял 225 км.
В дальнейшем в комплект («Фтор-2Р») был добавлен ещё один фотоаппарат крупномасштабной съёмки так, чтобы охватывалась местность, равная захвату топографического аппарата.
При высоте полёта 200 км комплект обеспечивал ширину полосы съёмки в 180 км. Запас плёнки в 1500 кадров в сумме позволял снять 5,4 млн км² земной поверхности.
Пространственное разрешение снимков предположительно было порядка 10 м. Фотокамеры были разработаны и изготавливались на Красногорском механическом заводе (расчёт оптических схем — ГОИ).
Съёмка производилась на фотоплёнку ПО «Свема» (г. Шостка).
Всего в рамках ЛКИ и штатной эксплуатации пуск КА «Зенит-2» проводился 81 раз. 58 полётов были успешными и 11 — частично успешными. 12 миссий были признаны неудачными: 5 — из-за неисправности спутникового оборудования и 7 — из-за сбоя в ракете-носителе.
Первый полёт — «Космос-4», 1962. Последний полёт — «Космос-344», 1970.

### Зенит-2М (Гектор) 11Ф690
С 1968 года начался постепенный переход на модернизированные КА «Зенит-2М». Была установлена новая улучшенная система камер и новые солнечные батареи. Масса корабля была увеличена до 6300 кг, и поэтому ракета «Восток» была заменена на ракеты «Восход» и «Союз».
Первый полёт — «Космос-208», 1968. Последний полёт — «Космос-1044», 1978.
Гражданский аналог этой серии — «Зенит-2М/НХ», или «Гектор-Природа».

### Зенит-4 (Восток-4) 11Ф69
Модификация «Зенит-4» оснащалась одной фотокамерой высокого разрешения с фокусным расстоянием около 3000 мм, а также 200-мм телекамерой. Технические характеристики спутника являются секретными. Некоторые полагают что разрешение камер составляло до 1—2 м. Масса составляла примерно 6300 кг. Вероятно, в общей сложности было совершено 76 запусков КА «Зенит-4».
Первый полёт — «Космос-22», 1963. Последний полёт — «Космос-355», 1970.

### Зенит-4М (Ротор) 11Ф691
Представляет собой модернизированную версию «Зенита-4». «Зенит-4М» оснащён новыми камерами, панелями солнечных батарей и имел модернизированные двигатели ориентации, которые позволяли ему менять свою орбиту несколько раз за миссию. Средняя продолжительность полёта составляла 13 дней.
Первый полёт — «Космос-251», 1968. Последний полёт — «Космос-667», 1974.

### Зенит-4МК (Зенит-4МКМ) (Гермес) 11Ф692
Модифицированная версия «Зенит-4» позволяла спутнику летать на более низкой орбите для получения максимального разрешения и качества снимков. Некоторые источники утверждают, что она была оснащены устройствами для компенсации аэродинамического сопротивления и отводом лишнего тепла, получаемого аппаратом при воздействии верхних слоёв атмосферы.
Первый полёт — «Космос-317», 1969. Последний полёт — «Космос-1214», 1980.

### Зенит-4МТ (Орион) 11Ф629
Специальная версия «Зенит-4М», предназначенная для проведения топографической съёмки.
Первый полёт — «Космос-470», 1971. Последний полёт — «Космос-1398», 1982.

### Зенит-6У (Аргон) 11Ф645
Универсальная версия «Зенит», предназначенная как для работы на малых высотах для получения подробных снимков определённых районов, так и на более высоких орбитах для общего наблюдения. Все запуски производились РН «Союз». Было совершено 96 запусков.
Первый полёт — «Космос-867», 1976. Последний полёт — «Космос-1685», 1985.

### Зенит-8 (Облик) 17Ф116
Предназначен для военной картографической съёмки. В дальнейшем эти функции приняли на себя космические аппараты типа «Ресурс».
Космический аппарат, получивший название «Космос-2281», был последним запуском из серии КА типа «Зенит».
Некоторые источники сообщают, что аппарат «Облик» был использован в качестве массогабаритного макета при первом запуске ракеты «Союз-2-1А» в 2004 году. Полёт был суборбитальным в соответствии с полётным заданием, штатное функционирование спутника не предусматривалось.
Первый полёт — «Космос-1571», 1984. Последний полёт — «Космос-2281», 1994.

## КА, разработанные на базе «Зенит»
На базе КА «Зенит» разработаны «гражданские» спутники ДЗЗ серий «Фрам» и «Ресурс-Ф», спутники для биологических исследований серии 12КС «Бион», аппараты для исследования космических лучей 13КС «Энергия» и 36КС «Эфир», исследовательские спутники «Фотон».